# Gee (EP)
Gee es el primer EP del grupo de chicas surcoreano Girls' Generation. Fue lanzado el 7 de enero de 2009 por S.M. Entertainment.

## Sencillos
Una semana después de su lanzamiento, "Gee" alcanzó el número 1 en Music Bank; sin embargo, surgieron dudas cuando el grupo no apareció en el programa por razones desconocidas, extendiéndose rumores sobre una posible ruptura entre SM Entertainment y KBS."Gee" también alcanzó el número 1 en el programa de SBS Inkigayo una semana después de su regreso.
"Gee" empató por primera vez con "Nobody" de las Wonder Girls en el número 1 más duradero del portal de música M.Net (6 semanas). A continuación, la canción batió el récord al mantenerse en la cima una séptima semana, y se mantuvo en la posición durante una octava semana. También empató luego rompió el récord de mayor permanencia en el número 1 del Music Bank de KBS, superando el récord de 7 semanas establecido anteriormente por Jewelry en 2008 con "One More Time"."Gee" consiguió su noveno número 1 en el programa el 13 de marzo de 2009 y recibió su décimo #1 el 26 de junio de 2009.
El tema también demostró su fuerza en otras listas, encabezando las listas Mujikon, Melon y Mnet durante ocho semanas consecutivas, la lista Dosirak durante siete semanas, la lista Muse durante seis semanas y la lista Baksu durante cuatro semanas. "Gee" encabezó la lista de música por horas de Cyworld el día del lanzamiento. La canción también alcanzó el número uno en las principales listas de música digital en dos días."Gee" también fue clasificada como la canción número uno de la década por uno de los sitios web de música en línea más populares de Corea, MelOn.

## Desempeño comercial
SM Entertainment declaró que se enviaron más de 100.000 copias del miniálbum a las tiendas, mientras que la empresa de análisis de ventas Hanteo informó de ventas superiores a 30.000 copias en los 10 primeros días de su lanzamiento. Según su agencia SM Entertainment, el álbum vendió casi 65.000 copias. Gee consiguió vender más de 100.000 copias.

## Lista de canciones
Créditos adaptados de Naver

| Gee   | |              |          |  |
| N.º   | Título | Arreglos     | Duración |  |
| 1.    | «Gee» | E-Tribe      | 3:20     |  |
| 2.    | «Way to Go!» ((en hangul, 힘내!; romanización revisada, Himnae!))                                                                                                 | Kenzie       | 3:04     |  |
| 3.    | «Dear Mom» | NODAY        | 4:05     |  |
| 4.    | «Destiny» | Ahn Ik-soo   | 3:26     |  |
| 5.    | «Let's Talk About Love» ((en hangul, 힘들어하는 연인들을 위해; romanización revisada, Himdeul-eohaneun Yeon-indeul-eul Wihae; literalmente, «For Those in Need»)) | Young-hu Kim | 4:11     |  |
| 18:06 | |              |          |  |

## Personal
- Girls' Generation - voces principales y coros
- Lee Soo Man - productor

## Historial de Lanzamientos
| País          | Fecha                 | Discográfica      | Formatos |
| ------------- | --------------------- | ----------------- | -------- |
| Corea del Sur | 5 de enero de 2009    | SM Entertainment  | CD       |
| Philippines   | 29 de enero de 2009   | Universal Records | CD       |
| Taiwan        | 13 de febrero de 2009 | Avex Taiwan       | CD       |